# ألبرتو دومينغيز
ألبرتو دومينغيز (بالإسبانية: Alberto Domínguez Lorenzo)‏ هو مجدف إسباني، ولد في 2 أبريل 1978 في أفيليس في إسبانيا.

## وصلات خارجية
- ألبرتو دومينغيز على موقع الاتحاد الدولي للتجديف (الإنجليزية)
- ألبرتو دومينغيز على موقع اللجنة الأولمبية الدولية (الإنجليزية)
- ألبرتو دومينغيز على موقع أوليمبيديا (الإنجليزية)